# 面板数据
，是统计学与计量经济学中截面数据与时间序列数据的结合。面板数据不同于混合横截面数据（pooled cross-sectional data）。面板数据是对 同一主体的不同时间点的观测值。混合横截面数据是在不同时点从同一个大总体内部分别抽样，将所得到的数据混合起来的一种数据集。如许多关于个人、家庭和企业的调查，每隔一段时间，常常是每隔一年，重复进行一次，如果每个时期都抽取一个随机样本，那么把所得到的随机样本合并起来就给出一个混合横截面。 
相关的技术为纵向研究或面板分析。

## 例子
| person | year | income | age | sex |
| ------ | ---- | ------ | --- | --- |
| 1      | 2016 | 1300   | 27  | 1   |
| 1      | 2017 | 1600   | 28  | 1   |
| 1      | 2018 | 2000   | 29  | 1   |
| 2      | 2016 | 2000   | 38  | 2   |
| 2      | 2017 | 2300   | 39  | 2   |
| 2      | 2018 | 2400   | 40  | 2   |

| person | year | income | age | sex |
| ------ | ---- | ------ | --- | --- |
| 1      | 2016 | 1600   | 23  | 1   |
| 1      | 2017 | 1500   | 24  | 1   |
| 2      | 2016 | 1900   | 41  | 2   |
| 2      | 2017 | 2000   | 42  | 2   |
| 2      | 2018 | 2100   | 43  | 2   |
| 3      | 2017 | 3300   | 34  | 1   |

上例的多响应置换过程分析（Multiple Response Permutation Procedure, MRPP），两个数据集分别是
- 平衡面板 (balanced panel)：每个面板成员（如person）在每个时间点都被观测到数据。
- 不平衡面板 (unbalanced panel)：每个面板成员至少被观测到一次。

上例两个数据集都是长格式（long format），即每行数据是一个成员在一个时间点被观测到的数据。另一种格式是宽格式（wide format），即每行数据是一个成员在所有时间点的观测数据。

## 分析
面板可表示为：
{\displaystyle X_{it},\quad i=1,\dots ,N,\quad t=1,\dots ,T,}
其中{\displaystyle i}是个体的维度，{\displaystyle t}是时间维度。一般的面板数据回归模型可写作：{\displaystyle y_{it}=\alpha +\beta 'X_{it}+u_{it}.}
不同的假定可用于这个通用模型的精细结构。两个重要的模型是固定效果模型与随机效果模型。
考虑一个通用的面板数据模型：
{\displaystyle y_{it}=\alpha +\beta 'X_{it}+u_{it},}
{\displaystyle u_{it}=\mu _{i}+v_{it}.}
{\displaystyle \mu _{i}}是个体相关的，时不变效果（如一个国家的地理、气候等），而{\displaystyle v_{it}}是一个时变随机成分。
如果{\displaystyle \mu _{i}}是不可观测的，并相关于至少一个独立变量，这导致了在标准的普通最小二乘法回归时不可观测的方差偏。 但是，面板数据方法，如固定效果估计器或其他可选方法，可用[[first-difference estimator|一阶差分估计器}}来控制。 
{\displaystyle \mu _{i}}不相关于任何独立变量，普通最小二乘线性回归方法可产生回归参数的无偏的、一致的估计。但是，因为{\displaystyle \mu _{i}}是时不变的，这将导致回归误差项的序列相关性（serial correlation）。这意味着更为更有效地估计技术可用。随机效果是这样一种方法：广义最小二乘法特例可控制{\displaystyle \mu _{i}}导致的序列相关性结构。 

### 动态面板数据
动态面板数据描述了回归器用到的相依变量的滞后算子（lag）的情形：
{\displaystyle y_{it}=\alpha +\beta 'X_{it}+\gamma y_{it-1}+u_{it},}
滞后相依变量的存在违背了严格的外部性（strict exogeneity），即外部性出现了。固定效果估计器与一阶差分估计器依赖于严格的外部性。因此如果{\displaystyle u_{i}}被相信相关于一个独立变量，必须采取其他估计技术，如工具变量(instrumental variable) 或高斯混合模型(GMM)技术，如Arellano–Bond estimator。